# ورزشگاه دوس اوکالیپتوس
ورزشگاه دوس اوکالیپتوس (پرتغالی: Estádio dos Eucaliptos) یک ورزشگاه فوتبال در شهر پورتو آلگری، برزیل بوده است.
این ورزشگاه که در سال ۱۹۳۱ ساخته شده دارای ۲۰٬۰۰۰ نفر ظرفیت بوده و در سال ۱۹۶۹ تعطیل و در سال ۲۰۱۲ تخریب شده است، ورزشگاه دوس اوکالیپتوس از ورزشگاه‌های جام جهانی فوتبال ۱۹۵۰ بوده است.